# Куриляк Іван Михайлович
Іван Михайлович Куриляк (7 листопада 1932, село Нижнів, тепер Івано-Франківського району, Івано-Франківської області) — український радянський діяч, водій автобуса Івано-Франківського автопідприємства № 12629. Член ЦК КПРС у 1990—1991 роках.

## Життєпис
У 1950 році закінчив Тлумацьку неповну середню школу Станіславської області.
У 1950—1951 роках — водій Одеського обласного будівельного тресту.
З 1951 по 1954 рік служив у Радянській армії.
У 1955—1956 роках — водій Коломийського автопарку, Косівської ремонтної контори, Косівської районної спілки споживчих товариств Станіславської області.
У 1956—1958 роках — водій будівельного тресту в місті Кокчетав Казахської РСР.
У 1958—1959 роках — водій Станіславського автобусного парку Станіславської області.
У 1959—1964 роках — водій автотранспортної контори Станіславської ради народного господарства (раднаргоспу).
У 1964—1987 роках — водій автобуса Івано-Франківського автопідприємства № 08021.
Член КПРС з 1971 року.
З 1987 року — водій автобуса Івано-Франківського автопідприємства № 12629.
Був керівником благодійної організації «Благодійний фонд Доброчин-Україна» в Івано-Франківську. Потім — на пенсії.